# Бека Гвініашвілі
Бека Гвініашвілі (нар. 26 жовтня 1995) — грузинський дзюдоїст, який ставав чемпіоном Європи серед юніорів у 2013, 2014 та 2015 роках, а також перемагав на Чемпіонаті світу серед юніорів у 2013 році в Любляні та в 2015 році в Абу-Дабі та EYOF у 2011 році. Він також став чемпіоном U23. Чемпіонат Європи 2016 року в Тель-Авів. У складі грузинських юніорів він вигравав титули чемпіона світу та Європи. Він є перспективним дзюдоїстом. Він посів 5 місце на Чемпіонаті світу з дзюдо 2015 року в Астані, Казахстан, після поразки у фіналі за бронзову медаль одному зі своїх колег Варламу Ліпартеліані. Він брав участь у літніх Олімпійських іграх 2016 року в Ріо-де-Жанейро в категорії до 100 кг серед чоловіків, де посів 7 місце. На Чемпіонаті Європи з дзюдо у 2017 році він завоював бронзу.
У 2021 році він виграв срібну медаль у своєму змаганні на чемпіонаті світу з дзюдо 2021 у Доха, Катар.